# لورينزو دي كريدي
لورينزو دي كريدي  (مواليد ق. 1459 و توفي 12 يناير 1537) كان نحات ورسام إيطالي في عصر النهضة الإيطالية، عُرف برسوماته في المجال الديني، تأثر به ليوناردو دا فنشي كثيراً ثم بعدها تأثر به.

## حياته

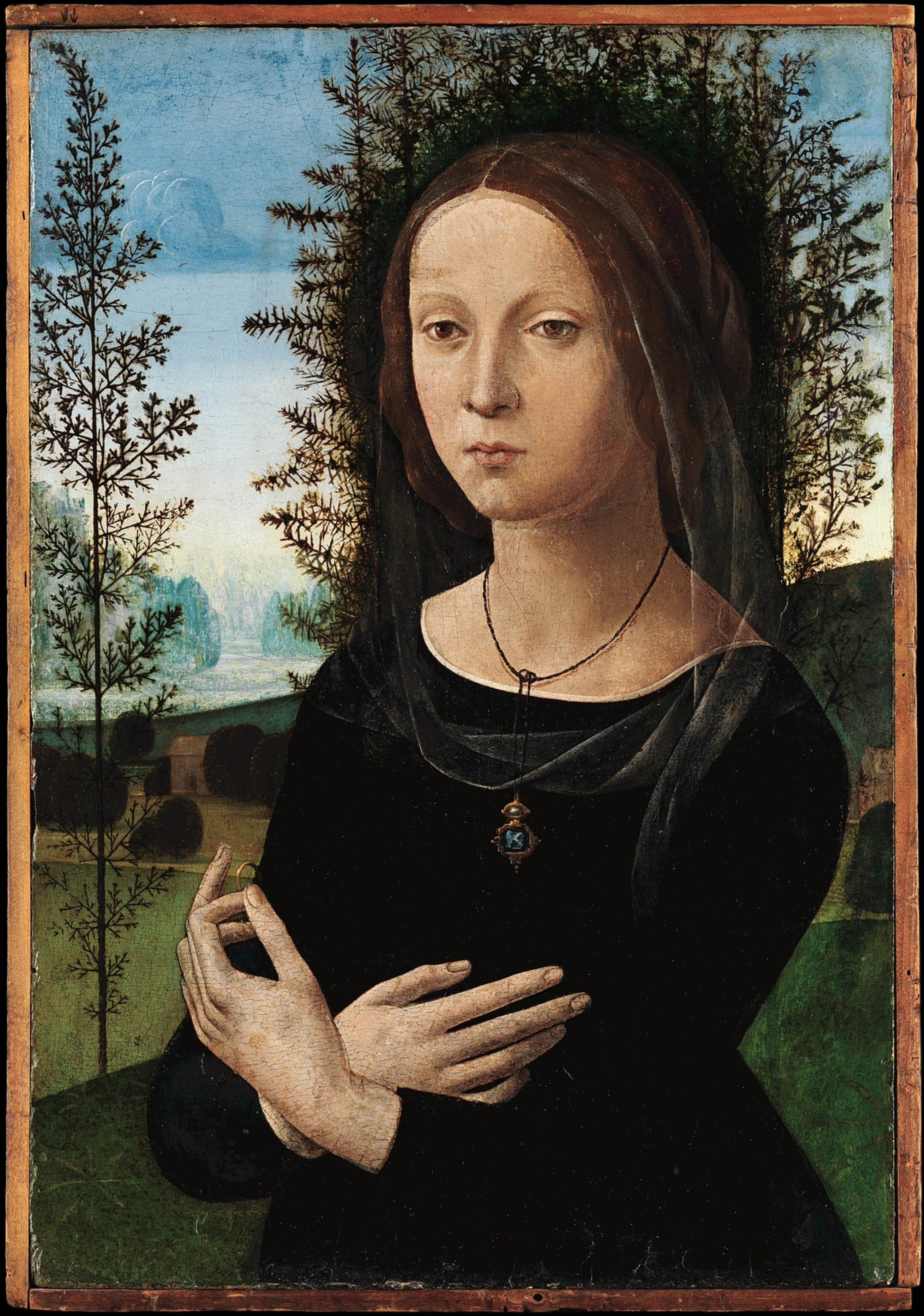
لوحة شخصية لسيدة يافعة.

وُلد لورينزو في فلورنسا، والده الصائغ أندريا دي أوديريغو بيردوتشي، بدأ عمله عند أندريا دل فروكيو ، ورث بعد وفاة معلمه اتجاه ورشة العمل، حيث أكمل حينذاك لوحة مادونا (السيدة العذراء) المتوجة بين يوحنا المعمدان القديس دوناتس التي كان قد بدأ فيها معلمه دل فريكو لكاتدرائية بيستويا ولكنّه تركها بدون انتهاء بسبب ذهابه إلى البندقية.
من بين أولى أعماله الأخرى تظهر لوحة البشارة في معرض أوفيزي، كذلك لوحة مادونا (السيدة) والطفل في معرض سابودا في تورينو، بالإضافة للوحة السجود للطفل في مؤسسة كويريني ستامباليا في البندقية.
في أعوام لاحقة رسم لورينزو أيضاً لوحة مادونا والقديسين (1493) والموجودة اليوم في متحف اللوفر، ورسمة أخرى السجود للطفل الموجودة اليوم في معرض أوفيزي. في فيسولي، يظهر أنه يقوم بإعادة تشكيل أجزاء لوحات فرا أنجيليكو ضمن صحن كنيسة سان دومينيكو(دير سان دومينيكو).
أعمال لورينزو البارزة (مثل  الصلب ) في متحف مدينة غوتنغن، وعبادة الرعاة في معرض أوفيزي، والبشارة في كامبريدج، ومادونا (السيدة العذراء) والقديسين  متأثراً بفرا بارتولوميو، بيترو بيروجينو والشاب رفائيل.
في الزمن الحديث،لاقت لوحات دي كريدي اهتماماً من الباحثين عند الإشارة للتشابه بين وجه الموناليزا التي رسمها ليوناردو دا فنشي و ووجه كاترينا سفورزا التي رسم دي كريدي الصورة الشخصية لها، حيث كانت كاترينا سفورزا سيدة فورلي وإيمولا في منطقة رومانيا،وسجنت لاحقاً في تشيزري بورجا كما تعرف اللوحة أيضاً باسم La dama dei gelsomini وموجودة في معرض الفن المدني في فورلي بإيطاليا.

## معرض الصور

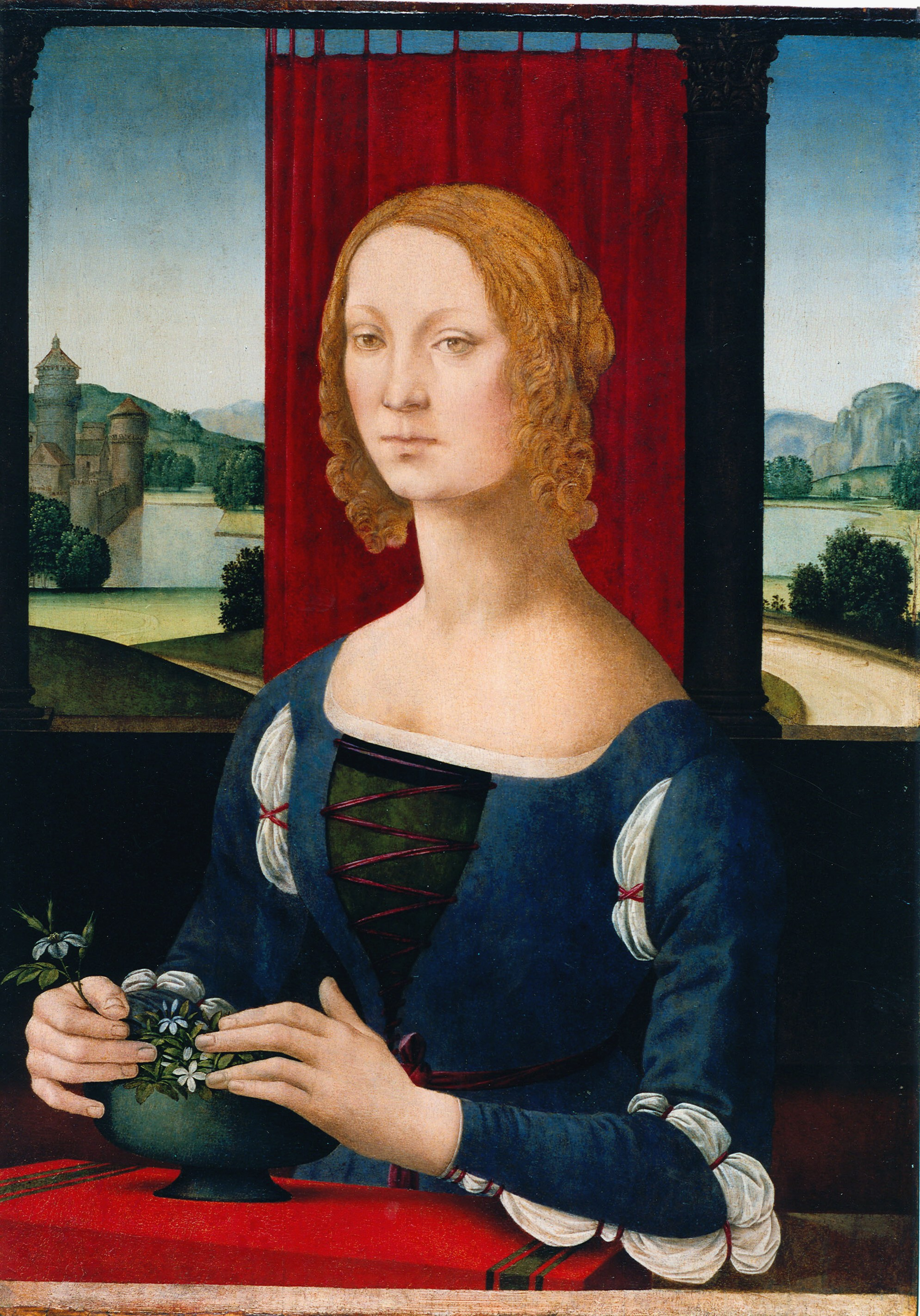
كاترينا سفورزا
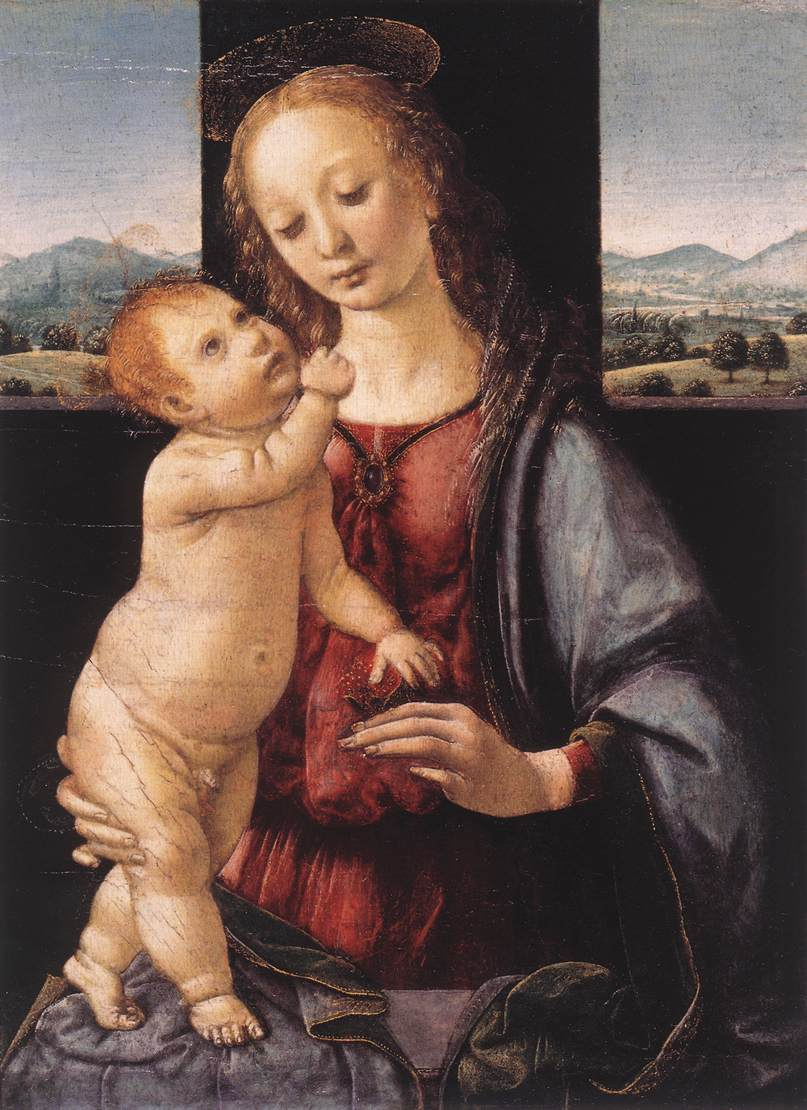
دريفوس مادونا
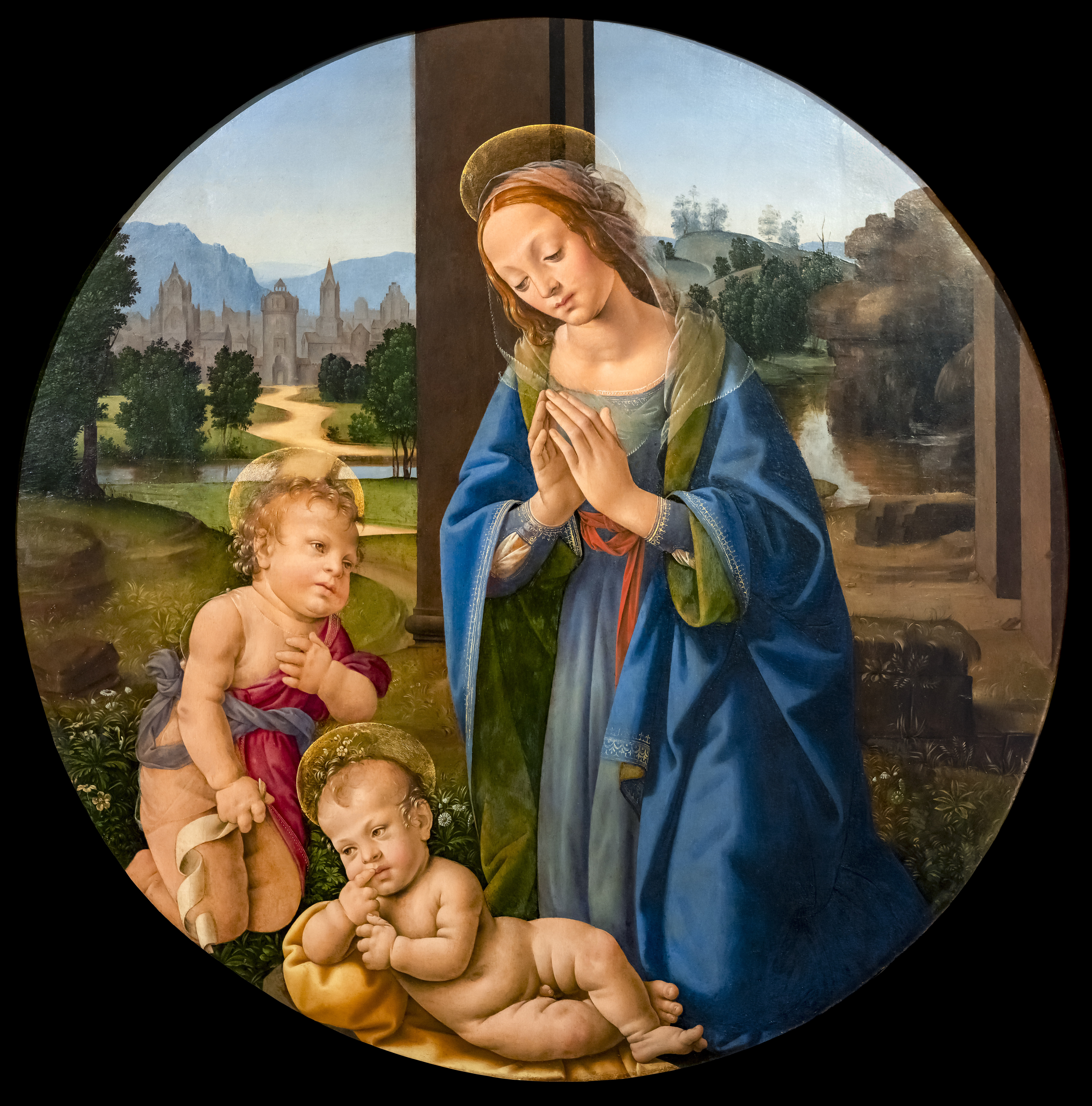
السيدة والقديس يوحنا المعمدان يعبدان الطفل يسوع
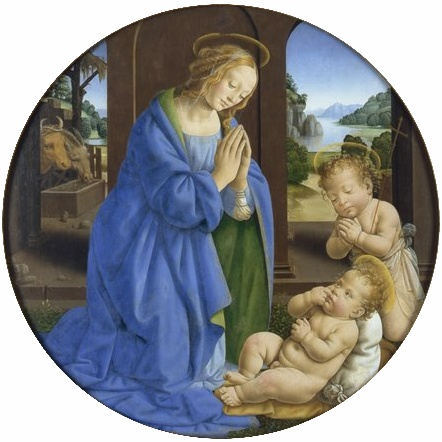
العذراء تعبد الطفل يسوع
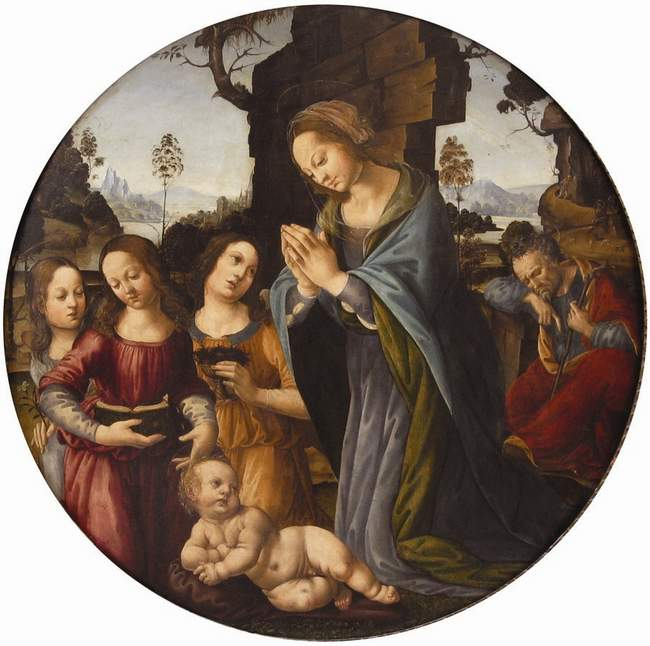
عبادة في المعرض الوطني - بلغراد- صربيا
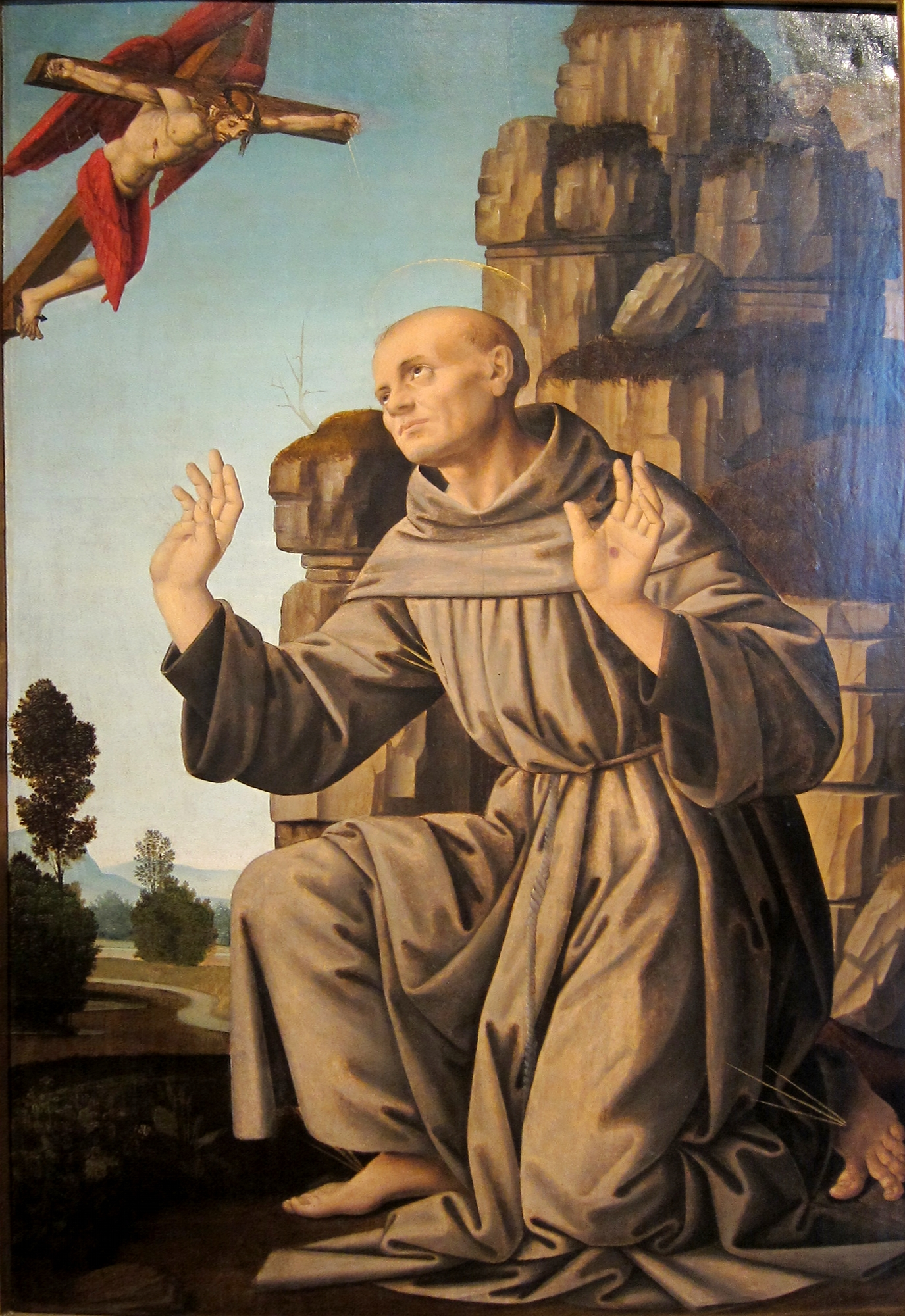
القديس فرنسيس